# Euphorbia oidorrhiza
Euphorbia oidorrhiza är en törelväxtart som beskrevs av Antonina Ivanovna Pojarkova. Euphorbia oidorrhiza ingår i släktet törlar, och familjen törelväxter.
Artens utbredningsområde är Turkmenistan. Inga underarter finns listade i Catalogue of Life.